# Sarah Cools
Sarah Cools (14 april 1997) is een Belgisch volleybalster.

## Levensloop
Cools speelde in de jeugdploegen van . Ze volgde sporthumaniora aan de Vlaamse volleybalschool, de topsportschool van Vilvoorde, en was ook actief met dit VVB-team in de eerste nationale. Als zestienjarige maakte ze in 2013 de overstap naar Asterix Kieldrecht.
Voor het seizoen 2014-'15 werd ze binnen de KBVBV verkozen tot Rookie van het jaar en van de trainers kreeg ze de ster van 'most valuable player' (MVP).
In 2014 nam ze deel aan het EK voor meisjes –19 met de nationale jeugdploeg. Met de nationale ploeg nam ze deel aan het Wereldkampioenschap volleybal vrouwen 2014 (elfde), het Europees kampioenschap volleybal vrouwen 2015 (zesde) en het kwalificatietoernooi voor het EK in 2016, waarbij ze zich plaatste voor het EK 2017. Het nationale team werd ook vijfde op de Europese Spelen.
Ook is ze actief in het beachvolleybal. In 2019 en 2021 werd ze samen met Lisa Van den Vonder Belgisch kampioene.

## Palmares

### Club
Asterix Kieldrecht
- 2014, 2015, 2016: Kampioen van België
- 2014, 2015, 2016: Beker van België
- 2015: Belgische Supercup

Gea Happel Amigos Zoersel
- 2018: Halve finale beker van België

### Nationaal team
- 2014 - 11e Wereldkampioenschap volleybal vrouwen 2014
- 2015 - 6e Europees kampioenschap volleybal vrouwen 2015
- 2015 - 5e Europese Spelen